# Petrus Andersson Palmer
Petrus/Peter Andersson Palmer, född 10 november 1845  i Trelleborg, Malmöhus län, död 21 juli 1889 i Kungsholms församling, Stockholm, var en svensk tidningsutgivare och översättare, redaktör för Sanningsvittnet. Han finns representerad i ett flertal psalmböcker, bland annat Frälsningsarméns sångbok 1990 (FA).

## Psalmer
- Har du inte rum för Jesus (FA nr 342) översatt 1879.